# Jean-Paul Spesoller de Latour
Jean-Paul Spesoller, noto in genere semplicemente come (de) La Tour, (de) Latour o Delatour (prima del 1724 – Parigi, 12 o 24 giugno 1789), è stato un tenore francese (haute-contre), membro per un quindicennio , attorno alla metà del XVIII secolo, della compagnia dell'Académie Royale de Musique. Al termine della sua vita aveva in qualche modo nobilitato il cognome paterno integrando in esso il nome d'arte, e risulta quindi dai documenti ufficiali con le generalità di Jean-Paul Spesoller de Latour.

## Biografia
Si sa tradizionalmente molto poco sulle vicende di questo cantante al di fuori dell'Opéra di Parigi: per oltre due secoli le fonti hanno riportato solamente, variamente ricomposto, il nome d'arte che figurava negli atti dell'Académie Royale de Musique, senza poter far riferimento ad un nome proprio né ad un cognome accertato. Soltanto Théodore de Lajarte (1826-1890), nella scheda sull'opera di Mondonville Dafnís e Alcimadura, aggiungeva un elemento asserendo che era d'origine guascona, mentre Émile Campardon (1837-1915) riportava la copia di una querela, risalente al 29 maggio 1744, presentata contro Latour per aver ingiuriato e minacciato in pubblico, col palmo della mano sull'elsa della spada, un gentiluomo "segretario del re", accusato di aver sparlato delle sue esibizioni all'Opéra. Quanto alle vicende successive al ritiro dalle scene, si diceva solo che doveva essere ancora in vita nel 1786, in quanto annoverato in un elenco di pensionnaires del re relativo a tale anno. Le ricerche di recente condotte da Sylvie Bouissou e la digitalizzazione di fonti di archivio parigine hanno consentito di arrivare a precisare in qualche misura le generalità dell'artista.
Egli era nato, secondo la Bouissou, prima del 1724, probabilmente in Occitania, da una coppia di origine belga, ed aveva due sorelle ed un fratello, del quale le fonti documentali dichiarano la nascita a Carcassonne. Niente si sa della sua formazione musicale prima dell'arruolamento nella troupe dell'Académie Royale de Musique: egli fu ingaggiato nel 1742, come haute-contre solista, con l'incarico di fungere da rincalzo per il primo tenore Pierre de Jélyotte – che già aveva peraltro un sostituto, nella persona di Jean-Antoine Bérard (1710-1772), in forza dal 1737. Costituiva in particolare suo compito istituzionale quello di sostenere le parti secondarie, sia nella riproposta delle opere di repertorio, sia eventualmente in quelle di nuova composizione. Il primo ruolo originale affidatogli risulta essere stato quello di "un astrologo" nella comédie-ballet La princesse de Navarre di Voltaire-Rameau, rappresentata a Versailles nel febbraio del 1745, seguito a ruota da quello di Thespis nel prologo del ballet bouffon Platée, ancora di Rameau, sempre rappresentato a corte alla fine del mese di marzo. In quest'ultimo, la parte grottesca della ninfa palustre in amore, protagonista del ballet, era affidata, in travesti, al primo tenore Jélyotte. A differenza di quanto si faceva di solito, però, nessuna delle due composizioni venne nell'immediato riproposta al Palais-Royal dove l'Académie offriva la sua produzione al pubblico parigino. La princesse comunque vide l'esordio teatrale di una quarta haute-contre, François Poirier, proveniente dalla Musique du Roi e destinato prima ad affiancarsi a Latour come 'seconda parte', poi a diventare per qualche anno primo tenore dopo il ritiro di Jélyotte; Platée segnò  invece l'addio alla compagnia da parte di Bérard, forse infastidito dall'ormai evidente sovrabbondanza di tenori, il quale se ne andava senza neanche aver maturato il diritto alla pensione.
La carriera di Latour continuò quindi senza intoppi per qualche anno, coi soliti impegni da comprimario sia principalmente nelle rappresentazioni di repertorio, sia in opere nuove (di Rameau, Leclair, Bodin de Boismortier, etc.), finché, nel febbraio del 1749, la direzione dell'Académie decise di riproporre di fronte al pubblico parigino Platée, in versione riveduta e corretta da Rameau col sostegno del librettista Sylvain Ballot de Sauvot (1703–1760). Contrariamente alle abitudini dell'Opéra, non tutti i cantanti conservarono i ruoli originariamente loro assegnati: per ragioni non note Jélyotte non partecipò, e Latour fu promosso, al suo posto, nel ruolo di titolare, mentre Poirier si faceva carico delle parti eseguite nel 1745 da Latour e Bérard. Il successo dell'opera fu clamoroso, a livello sia di pubblico che di intenditori. Per fronteggiare lo straordinario afflusso di spettatori, essa fu ripetuta per sette volte nei primi dieci giorni, e quindi replicata addirittura per altre sei durante la quaresima. Fu poi ripresa nel 1750 e, con molto minore riuscita, nel 1754, sempre con Latour come protagonista. A livello di valutazione critica il giudizio più clamoroso fu espresso da Jean-Jacques Rousseau, che non peccava certo di benevolenza nei confronti di Rameau. In una lettera a Friedrich Melchior von Grimm, che era stato contestato per aver definito "sublime" la musica di Platéé, l'invitava sarcasticamente ad accettare la critica e a definirla invece "divina", senza però pentirsi mai di aver considerato l'opera come "il capolavoro di M. Rameau". Per Latour si trattò del colpo d'ala maggiore nella sua carriera: «M. De la Tour – scriveva Pierre-Louis d'Aquin – deve occupare un posto tra la gente di talento: dopo aver fatto da rimpiazzo a M. Geliote [Jélyotte], lo si è visto primeggiare nell'Opera Platée del grande Rameau, sarebbe difficile rendere questo ruolo con più gaiezza e spiritosità.» E si trattava, fra l'altro, di un ruolo anche vocalmente tutt'altro che agevole: secondo Rodolfo Celletti, era in effetti la parte dalla tessitura più acuta mai scritta da Rameau per haute-contre ed arrivava, in termini di diapason moderno, al do4.
Vista la sua facilità nel comico, per il prosieguo gli furono affidati soprattutto (ma non soltanto) ruoli leggeri, come quello del "professore di follia" nella ripresa di Le carnival et la folie di Destouches, o ruoli buffi in travesti come Nérine in Les Festes vénitiennes di Campra o Bélise in Les festes de Thalie di Mouret, fino ad arrivare nell'ottobre del 1754 a quello che si rivelò come il secondo maggior successo della sua carriera. Si era ormai nello scorcio della Querelle des Bouffons, la storica controversia che aveva opposto in Francia i partigiani della musica italiana, nella tradizione dell'opera buffa, ai sostenitori della musica francese, nella tradizione della tragédie lyrique. Il compositore Mondonville sosteneva il partito francese, di cui era anzi divenuto una sorta di portastendardo dopo il successo, nel 1753, del suo Titon et l'Aurore, e, per consolidare il suo primato, «ebbe l'idea ingegnosa di scrivere un'opera – parole e musica – nel dialetto del suo paese, la Linguadoca, il quale, per dolcezza e sonorità, ha qualche analogia con l'italiano come lingua musicale.» Per produrre un'opera in linguadociano era però necessario disporre di cantanti provenienti dal sud della Francia, che parlassero, se non proprio tale dialetto, almeno uno degli altri vernacoli derivati dalla lingua d'oc. I personaggi del libretto furono quindi contenuti nel numero di tre, e affidati al primo tenore Jélyotte, che era originario del Béarn, alla prima donna Marie Fel, che era guascona di Bordeaux, e a Latour, che, come detto, proveniva dal sud, probabilmente dalla zona di Carcassonne. La "pastorale linguadociana" in tre atti, Dafnis e Alcimadura (francese, Daphnis & Alcimadure), fu messa in scena per la prima volta il 24 ottobre e 5 novembre 1754 nel Castello di Fontainebleau, alla presenza del re Luigi XV e della sua corte, riscuotendo un franco successo: il duetto dell'ultimo atto fu anche bissato. La prima rappresentazione pubblica fu tenuta al teatro del Palais-Royal il 29 dicembre 1754, quando, secondo Spire Pitou, fu aggiunto il prologo in francese. Il successo, anche a livello di pubblico, fu considerevole: l'opera continuò a girare nel sud della Francia fino alla vigilia della Rivoluzione francese, fu oggetto di numerose parodie, fu ripresa a corte e anche tradotta (con scarso successo) in francese allorché non furono più disponibili all'Opéra cantanti di lingua occitana. Il personaggio attribuito a Latour, Janet, fratello maneggione e un po' fanfarone di Alcimadura, aveva un rilievo musicale e drammatico pari, se non maggiore, rispetto ai due amanti protagonisti, e guadagnò al cantante il franco apprezzamento di pubblico e critica: la recensione dell'opera apparsa sul «Mercure de France» all'indomani della prima parigina, rammentava "Delatour" due volte, gli dava atto di aver cantato "fort bien" il ruolo comico affidatogli e lo citava per primo nell'elencazione finale degli interpreti.
La carriera di Latour stava comunque avvicinandosi al termine. La Bouissou riferisce di un episodio che aveva avuto luogo nel 1753, quando, nell'occasione di una ripresa delle Fêtes de Polymnie di Rameau, il tenore si era rifiutato di subentrare a Poirier nei personaggi di Alcide e Antiochus (oltre che di sostenere la sua parte di "capo delle arti"), meritandosi una minacciosa reprimenda da parte della direzione dell'Opéra. Tenuto conto che i personaggi di Alcide e Antiochus erano stati creati da Jélyotte, poteva in effetti trattarsi di un risentimento da parte di Latour nel vedersi posto in seconda linea rispetto a Poirier nella sostituzione del primo tenore, il quale era sull'orlo del pensionamento (poi avvenuto nel 1755). Fatto sta che, sulla base dei dati forniti dalla Bouissou, la parte di Janet fu l'ultimo ruolo originale sostenuto da Latour, che, nell'agosto del 1756, concluse la sua carriera scenica assumendo la parte da primo uomo di Almanzor in una ripresa della Zaïde, reine de Grenade di Royer. Entrato contestualmente a far parte della Musique du Roi, a decorrere dal 1757 gli fu riconosciuta una pensione annuale di mille lire, importo peraltro inferiore a quello che aveva maturato col suo stato di servizio; dopodiché il suo nome scomparve definitivamente dalle cronache.
Dal Registre des tutelles del 15-30 luglio 1790, risulta che Jean-Paul Spesoller de Latour era deceduto a Parigi il 12 o 24 giugno 1789.

## Ruoli creati
La seguente tabella è stata redatta estrapolando i ruoli originali di Latour dall'elenco delle sue esibizioni elaborato da Sylvie Bouissou.
| personaggio                           | opera                              | autore                                            | anno |
| ------------------------------------- | ---------------------------------- | ------------------------------------------------- | ---- |
| Un astrologo                          | La princesse de Navarre            | comédie-ballet di Voltaire e Jean-Philippe Rameau | 1745 |
| Thespis (Tespi)                       | Platée (prima versione)            | Rameau                                            | 1745 |
| Capo delle Arti                       | Les Festes de Polymnie             | Rameau                                            | 1745 |
| Un pastore/uno dei Re vinti           | Le Temple de la Gloire             | Rameau                                            | 1745 |
| Apollon (Apollo)/Ministro del Destino | Jupiter vainqueur des Titans       | François Colin de Blamont e Bernard de Bury       | 1745 |
| Un pastore                            | Scylla et Glaucus                  | Jean-Marie Leclair                                | 1746 |
| Agéride                               | Les Fêtes de l'Hymen et de l'Amour | Rameau                                            | 1747 |
| Un Piacere/un Pastore                 | Daphnis et Chloé                   | Joseph Bodin de Boismortier                       | 1747 |
| Platée (travesti)                     | Platée (seconda versione)          | Rameau                                            | 1749 |
| Neptune (Nettuno) (nel Prologo)       | Naïs                               | Rameau                                            | 1749 |
| Un seguace di Euterpe                 | Le Carnaval du Parnasse            | Jean-Joseph Cassanéa de Mondonville               | 1749 |
| Terza Furia(travesti)/Voce dalla nube | Zoroastre                          | Rameau                                            | 1749 |
| Un pastore                            | Acanthe et Céphise                 | Rameau                                            | 1751 |
| Janet                                 | Dafnís e Alcimadura                | Cassanea de Mondonville                           | 1754 |